# A–26
Az A–26 típusú mozdony egy egy példányban épült magyar kéttengelyes 760 mm nyomközű kísérleti dízelmozdony.

## Gyártásának előzményei és kezdete
A mozdonytípus tervei a Gazdasági Vasutak Igazgatóságágának 1948-ban kiírt pályázatára készültek a Roessemann-Harmatta Gép és Csőgyár Részvénytársaságban (a gyár az államosítás után a Szállítóberendezések Gyára nevet vette fel). A cég a 760 mm nyomtávolságú, 40 km/h maximális sebességű A–26-os és a 600 mm nyomtávolságú, 20 km/h végsebességű B–26-os típusú dízelmozdonyokkal pályázott. Az A–26 típusból csak egy darab készült, a B–26-osokat azonban alkalmassá tették 760 mm-es nyomtávon való közlekedésre is.

## A mozdony szerkezeti felépítése

### A főkeret
A mozdony főkerete hegesztett kivitelű, acéllemezből készült.

### Vonó- és ütközőkészülék
A mozdonyt szabványos központi ütköző-vonó készülékkel szerelték fel, melyek a főkerethez rugózottan kapcsolódnak.

### Motorház, vezetőállás
A motortér a B–26-osénál hosszabb, eltérő kialakítású, valamint kettéosztott motortérajtókkal rendelkezik. A vezetőállás zárt, a mozdony közepétől kissé hátrébb található, a B–26-oséhoz képest jóval nagyobb ablakai miatt minden irányban jó kilátást biztosít. A mozdonyszekrény acéllemezből készült. A mozdonyvezető részére a vezetőfülkében támlás vezetőülés található. A vezetőállás mögött található tüzelőanyag-tartályt magába foglaló dobozt kettéosztották, felül az üzemanyagtartály, alul egy szerszámok tárolására kialakított hely volt található.

### A motor
A mozdonyba kéthengeres, Ganz-Jendrassik rendszerű II. IMC 130 típusú négyütemű, előkamrás, 26 LE teljesítményű dízelmotor lett beépítve, amit a Kismotor- és Gépgyár készített. Az ugyancsak Ganz-Jendrassik rendszerű befecskendező szivattyú változó löketű, porlasztói nyitottak.
A motor indítása kézi forgattyúval (kurbli) történik.

### Erőátvitel
A mozdonyt ezidáig ismeretlen típusú hajtóművel szerelték.
A B–26–osétól eltérő hajtómű megváltoztatott áttételezésének köszönhetően a sebességfokozatok száma 4-ről 8-ra emelkedett, így a mozdony képes volt a 40 km/h végsebesség elérésére.

### Tengelyek
A kerekek kéregöntésűek, azokat a hornyos tengelyvégekre csavarkötéssel rögzítették. Rugózásuk tekercsrugóval történik. A mozdony belső csapágyazású, az ágyvezetékeken betétek segítségével állítani lehet.
Tengelyelrendezés: B

### Fék
A fékrendszerről nincsenek megfelelő információink, valószínűsíthető azonban, hogy a B–26-oséval azonos kivitelű, ezek szerint a fék kézzel, vagy lábpedállal működtethető. A mozdony homokoló berendezése kézzel működtethető.

### Jelzések
A mozdonyt a kor elvárásainak megfelelően petróleumvilágítású fényszórókkal szerelték.

## A típus üzemben
Az egyetlen A–26-os mozdony GV 222. pályaszámon állt szolgálatba az 1950-es évek elején, a Dombóvári Gazdasági Vasúton. A gépről dombóvári tartózkodása alatt több fénykép is készült. A témával foglalkozó könyv a GV 222 psz. motormozdonyt az „ismeretlen típusú mozdonyok” közé sorolja.
Visszaemlékezések szerint a mozdony igen megbízhatatlan volt, heti rendszerességgel adódtak üzemzavarok. Ez a típus kiforratlanságának volt betudható, mivel az A–26-os az első magyar második világháború utáni mozdonyfejlesztés, így szinte az alapokról kellett építkezni a mérnököknek.
Dombóvár után Fegyvernekre került, erről tanúskodik a Kisvasutak Baráti Köre Egyesület 2004/2. számú füzete, melyből kiderül, hogy a gép 1954-ben már ott tartózkodott. Még ebben az évben, december 8-án átszámozták GV 3500-ra. A mozdonyt ismeretlen helyen és időben selejtezték, majd feltehetően szétvágták.
Bár a típus üzem szempontjából teljes kudarc volt, mégis a vele szerzett tapasztalatok fontos alapot nyújtottak egy újragondolt, az elvárásokat jobban kielégítő mozdony tervezésének, mely végül a C–50 lett.